# Doors 〜勇気の軌跡〜
『Doors 〜勇気の軌跡〜』（ドアーズ ゆうきのきせき）は、日本の男性アイドルグループ・嵐の通算53枚目となるシングル。2017年11月8日にジェイ・ストームから発売された。

## 音楽性
表題曲「Doors 〜勇気の軌跡〜」はメンバーの櫻井翔主演の日本テレビ系ドラマ『先に生まれただけの僕』の主題歌となっている。
この曲は、様々な組織や社会、人間関係に悩みながらも、向き合い、前を向いて歩んでいくことの大切さを、温かくも力強いミディアムバラードに乗せたメッセージソング。詞の主人公の成長、人にエールを送る部分が『先に生まれただけの僕』のストーリーと鳴海涼介にリンクしている。ダンスはバラード曲であるが、細かなステップ、詞と合わせた手の振りなど丁寧に作り込まれている。
「NOW or NEVER」はテンポの速い疾走感のある曲。詞がCMで放送されている歌詞と一部異なっている。

## リリース
前作「つなぐ」から約4ヶ月振りのシングル。初回限定盤2種、通常盤の計3形態。初回限定盤1には表題曲、初回限定盤2にはカップリング曲「NOW or NEVER」のミュージックビデオとメイキングを収録したDVDを付属。カップリング曲にミュージックビデオが作られるのは「道」以来15年振りとなる。。

## チャート成績
2017年11月18日付のBillboard Japan Hot 100で初動59.6万枚を記録し首位を獲得。11月20日付のオリコン週間シングルチャートで初動57.1万枚を記録し首位を獲得。初動だけで直近3作の累計売り上げを上回った。オリコンシングルチャートの首位獲得は42作連続通算49作目。通算首位獲得数はB'zと並び、歴代1位タイ記録。初動50万枚以上を記録したのは、2016年の「I seek/Daylight」（73.8万枚）以来であり、2009年の「Believe/曇りのち、快晴」（50.2万枚）から9年連続で初動50万枚以上を達成した。
2017年度年間10位にランクイン。本作で、歴代１位の「年間10位以内獲得連続年数」を2007年から11年連続に更新した。

### CD売り上げ枚数
1週目：571386枚（週間1位）

2週目：35702枚（週間5位）

年間：625707枚（年間10位 (2017年)）

## 収録曲

### CD

#### 通常盤・初回限定盤2
※「Perfect Night」以降、通常盤のみ収録。
1. Doors 〜勇気の軌跡〜
作詞：RUCCA、作曲：Simon Janlöv, Saw Arrow、編曲：吉岡たく
  - 櫻井翔主演 日本テレビ系ドラマ『先に生まれただけの僕』主題歌[15]
2. NOW or NEVER
作詞：wonder note、作曲：Kevin Charge, wonder note、編曲：前口渉
  - 嵐出演 ガンホー・オンライン・エンターテイメント『パズル&ドラゴンズ』CMソング
3. Perfect Night
作詞：Macoto56、作曲・編曲：Chris Meyer
4. BORDER
作詞：ASIL、作曲・編曲：HIKARI
5. Doors 〜勇気の軌跡〜（オリジナル・カラオケ）
6. NOW or NEVER（オリジナル・カラオケ）
7. Perfect Night（オリジナル・カラオケ）
8. BORDER（オリジナル・カラオケ）

#### 初回限定盤1
1. Doors 〜勇気の軌跡〜
2. Winter days
作詞：今井了介、作曲・編曲：今井了介, Tasuku Maeda
3. Winter days（オリジナル・カラオケ）

### DVD

#### 初回限定盤1
1. 「Doors 〜勇気の軌跡〜」ビデオ・クリップ+メイキング

#### 初回限定盤2
1. 「NOW or NEVER」ビデオ・クリップ+メイキング

## 収録アルバム
- 5×20 All the BEST!! 1999-2019（#1）
- ウラ嵐BEST 2016-2020（初回限定盤1#2, 通常盤#2 - 4）

## 映像作品
Doors 〜勇気の軌跡〜
- ARASHI LIVE TOUR 2017-2018 「untitled」

NOW or NEVER
- ARASHI LIVE TOUR 2017-2018 「untitled」